# バニッシュド
バニッシュド（Banished）は資源管理、隔離された土地での生き残りに重点をおいた都市育成シミュレーションゲームである。

## ゲーム内容
プレイヤーは住民に職業を与えて、入植地を発展させていく。ゲームでは住民一人一人のシミュレーションに重点をおいている。「このゲームにおいて住民は非常に重要な資源である。 住民は誕生し、成長し、成人後は仕事につき、最後にはこの世を去る。住民の健康や幸福度を保ち、十分な食事を供給することは、悪天候、家事、不況、飢餓、高齢化などと同等に都市の発展に大きな影響を与える。」

## 開発
バニッシュドの開発は2011年8月にスタジオShining Rock SoftwareでLuke Hodorowiczによる単独で開始された。ゲームはC++で記述され、ゲームエンジンはゾンビシューティングゲーム向けのカスタムである。ゲームエンジンはその後バニッシュドの開発用に再利用された。ゲームは 32ビット版と64ビット版で使用可能で、DirectX 9、11をサポートしている。当初はWindows版だけのリリース予定であったが、ゲームの販売状況によっては他のプラットフォーム版の発売の可能性がある。

## 販売
2013年10月23日に開発者によりゲームの発売が2013年末になると発表された。同時に彼は共有するための明確な日付をすぐに持たなければならないと言及した。そして、翌年1月9日には発売が2014年2月18日になると発表された。
このゲームは、Steam、GOG、 Humble Bundleを通じて、開発者のウェブサイトのデジタルダウンロードとして販売されている。

### 評価
Banished received mostly positive reviews upon release. Metacritic, which assigns a weighted average score out of 100 to reviews from critics, gave the game a score of 73 based on 31 reviews, with 16 positive, 14 mixed, and only one negative. User score was an 8.2 with 97 positive reviews, 16 mixed, and only 10 negative.